# کالج گتیسبرگ
کالج گتیسبرگ (به انگلیسی: Gettysburg College) یک کالج هنر در ایالات متحده آمریکا است که در پنسیلوانیا واقع شده‌است.

## نگارخانه

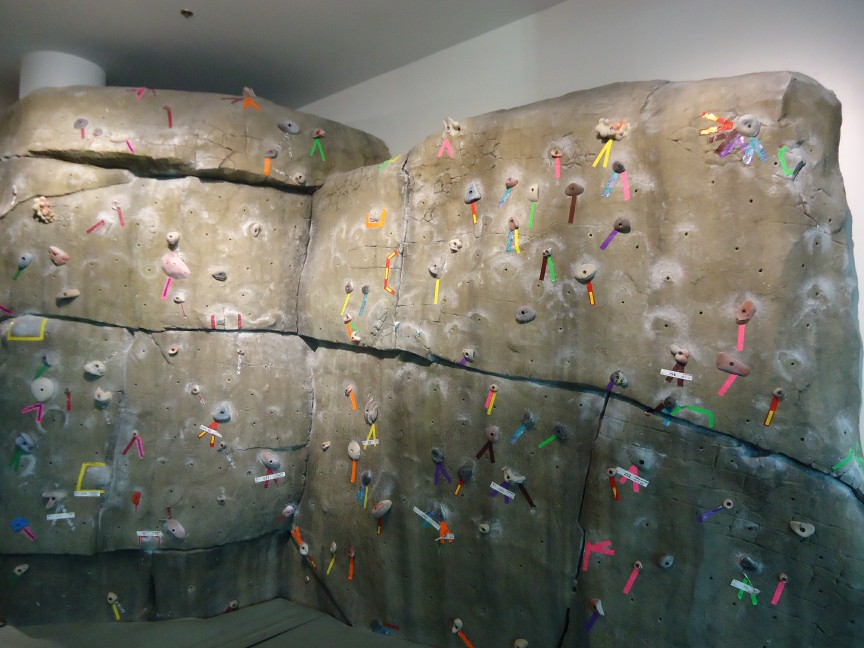
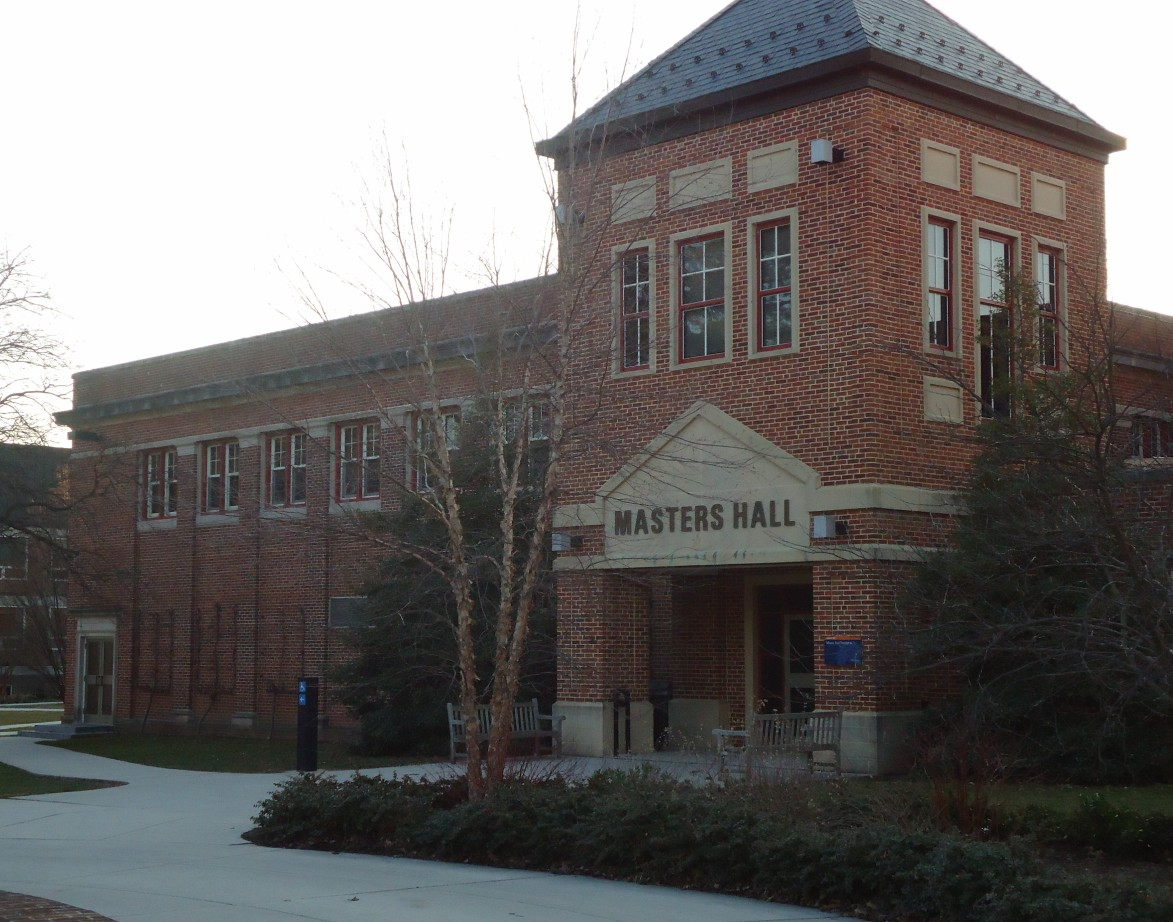
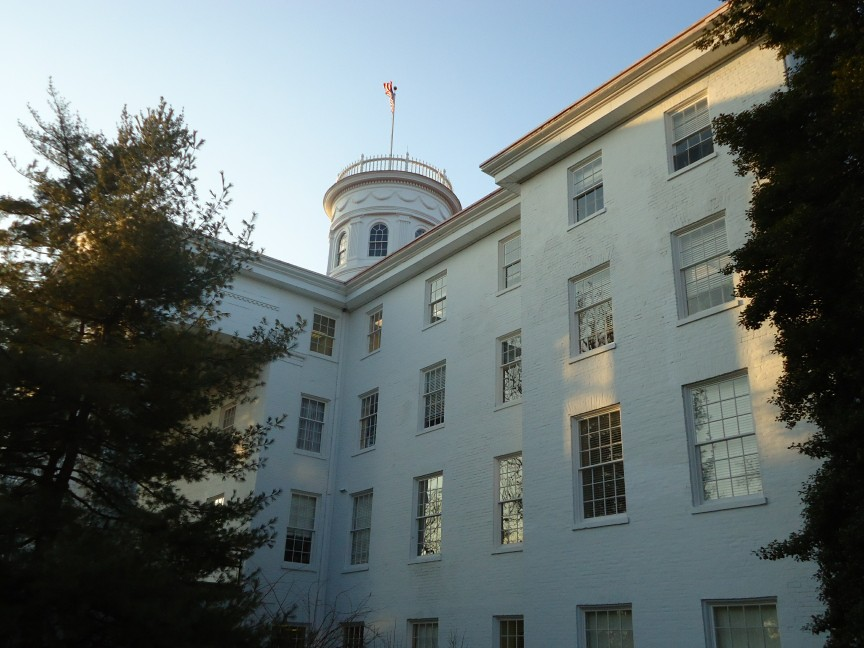
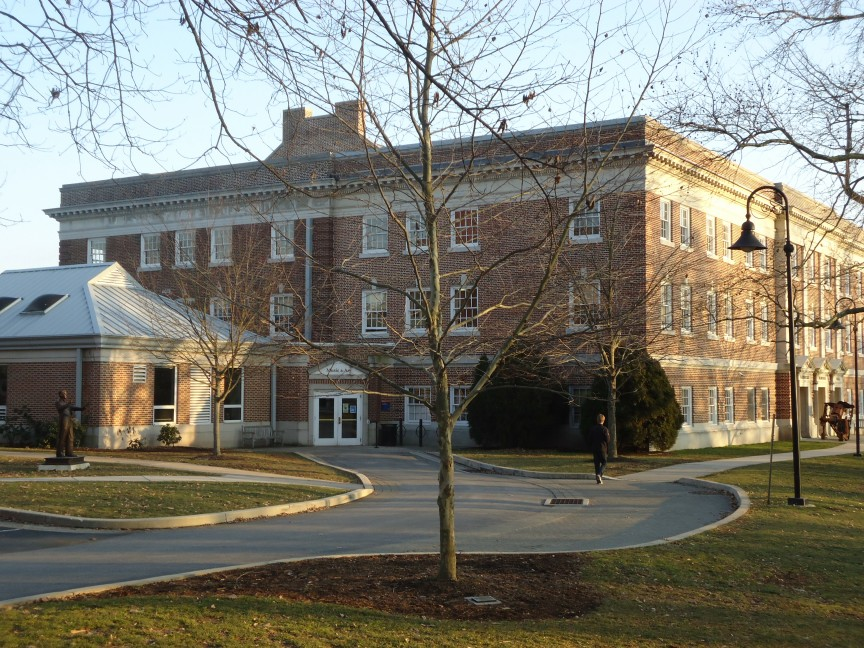
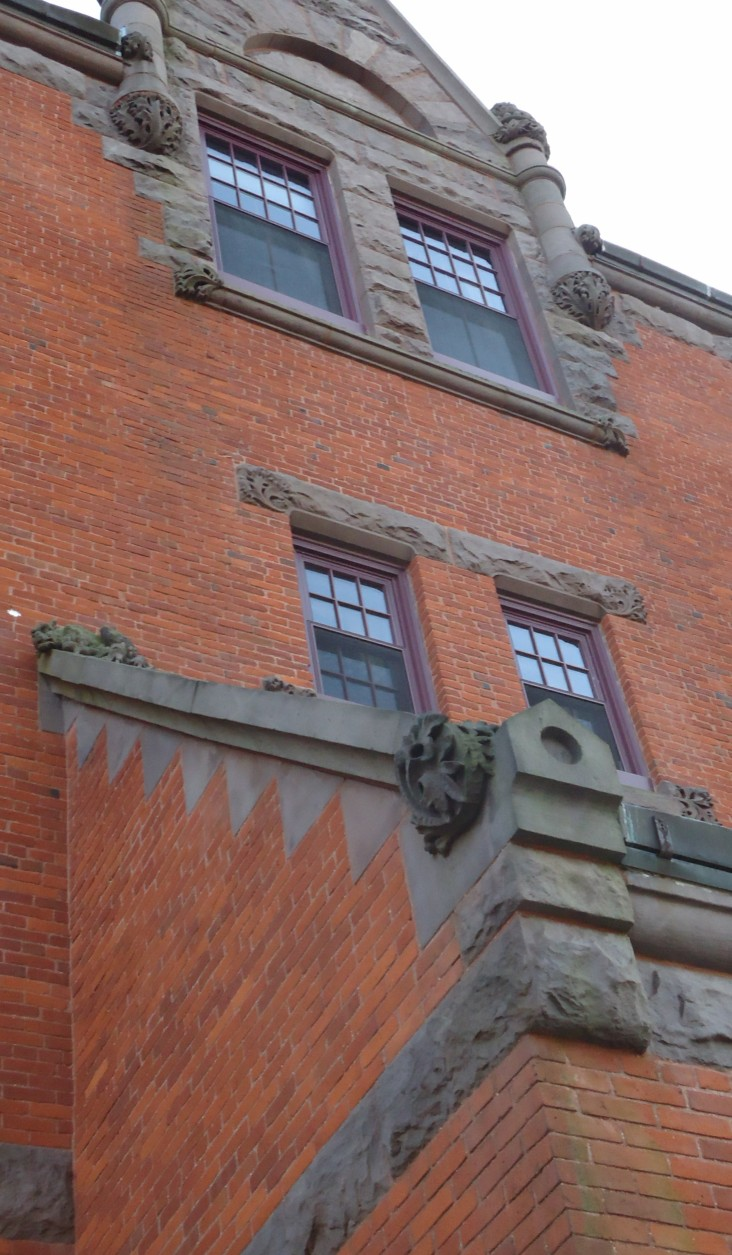
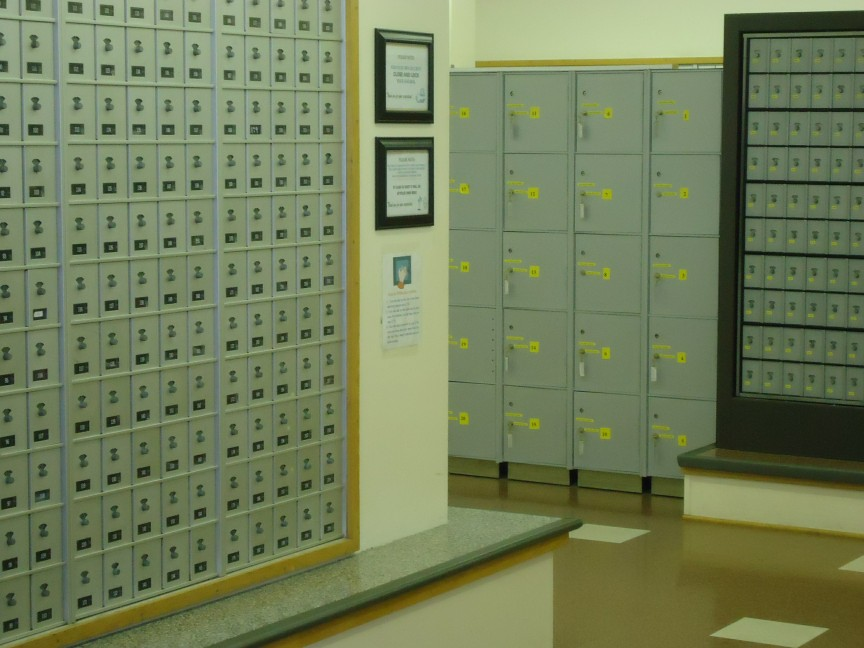
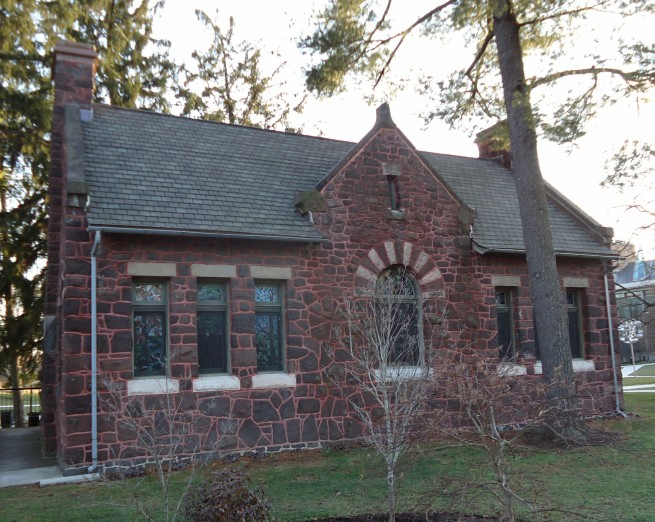
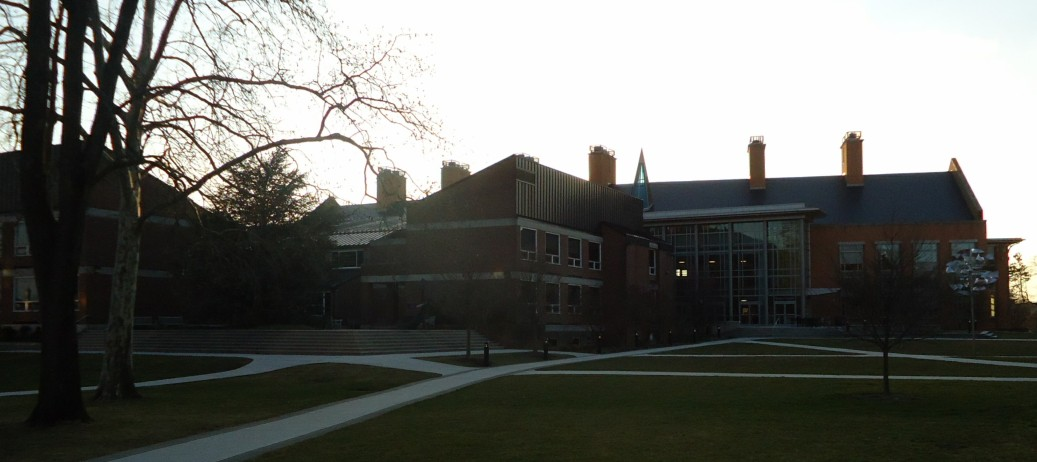
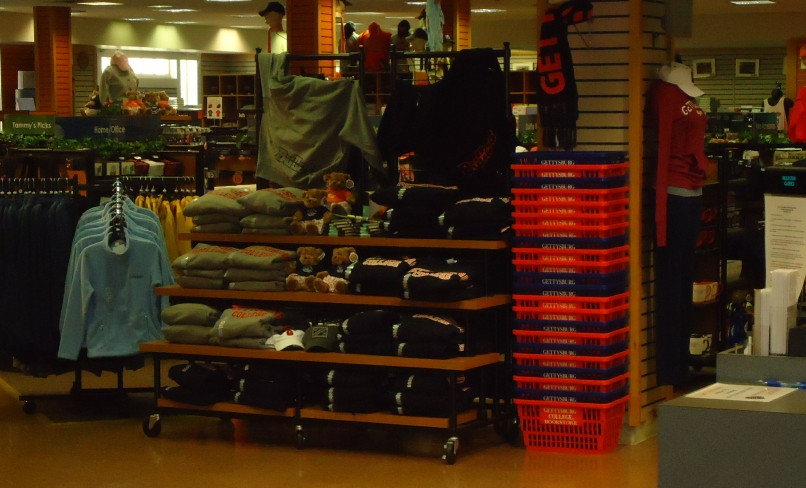
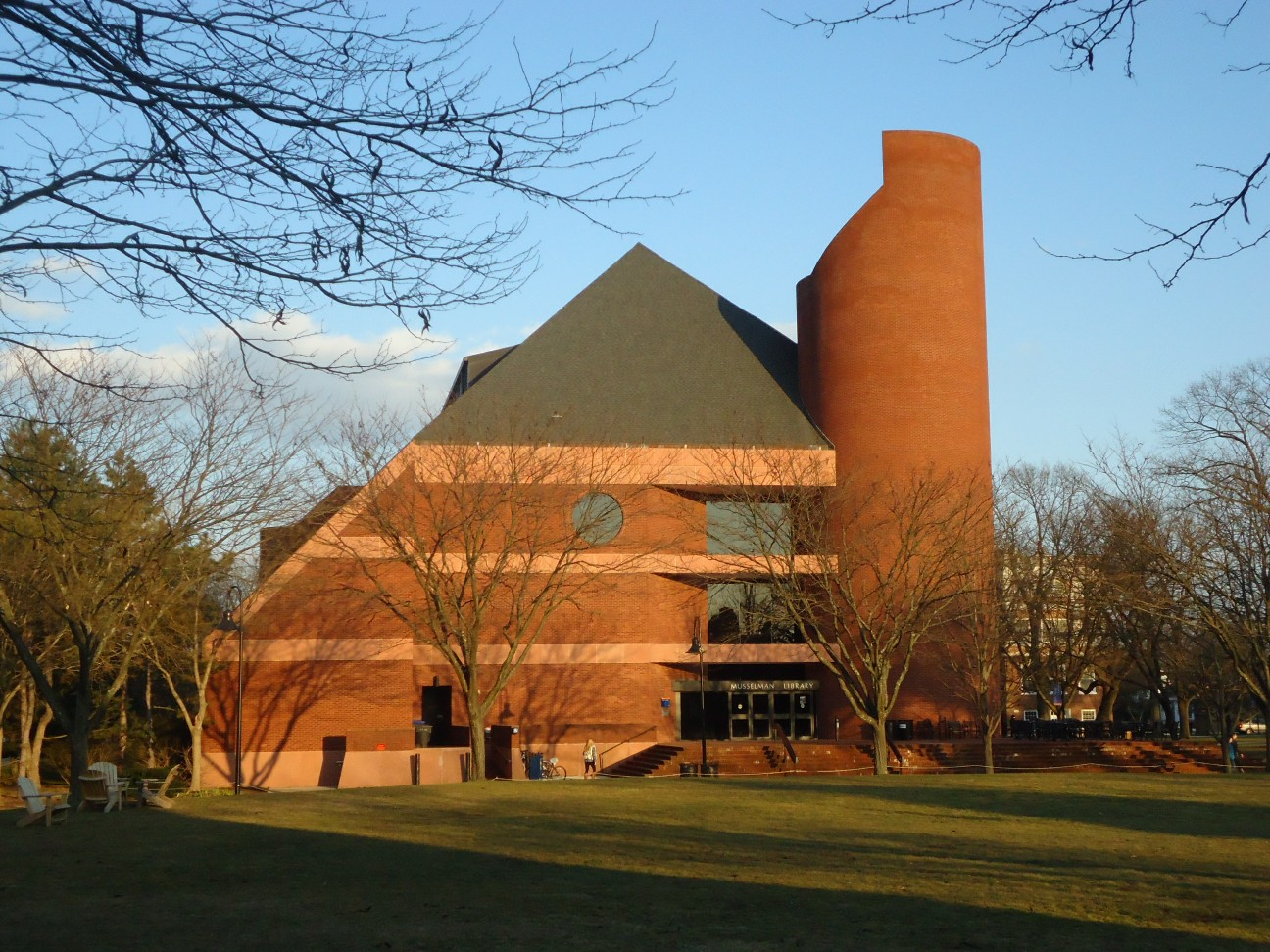
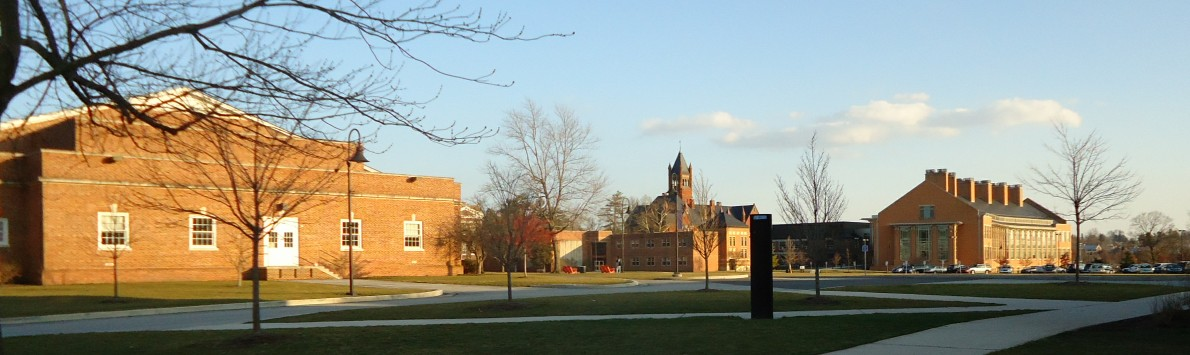
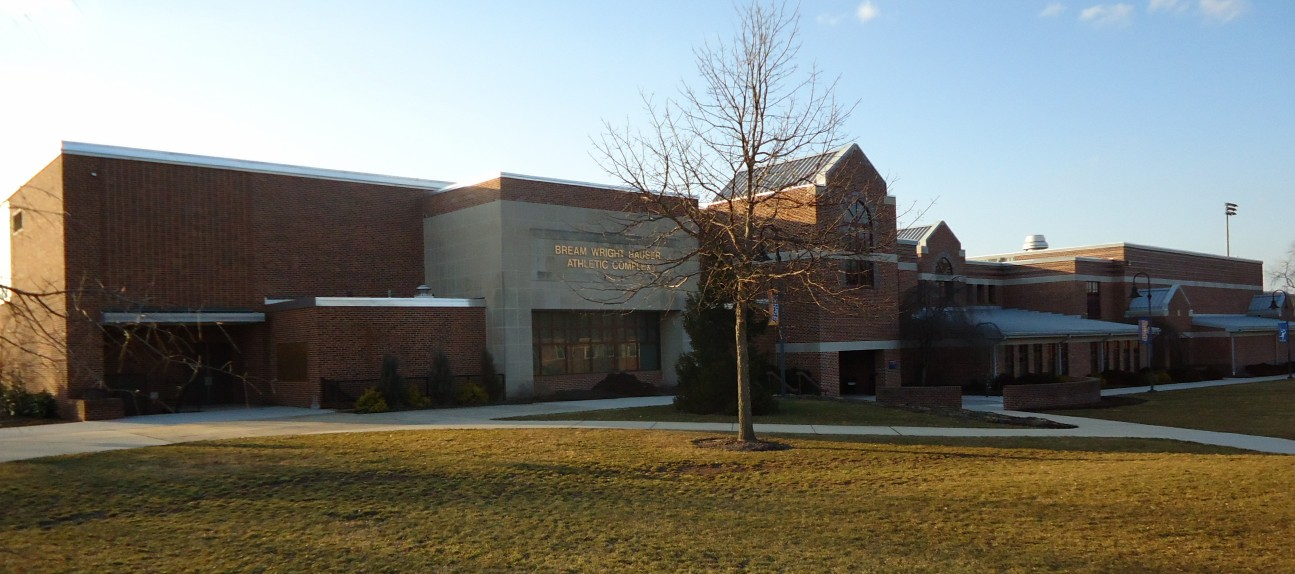
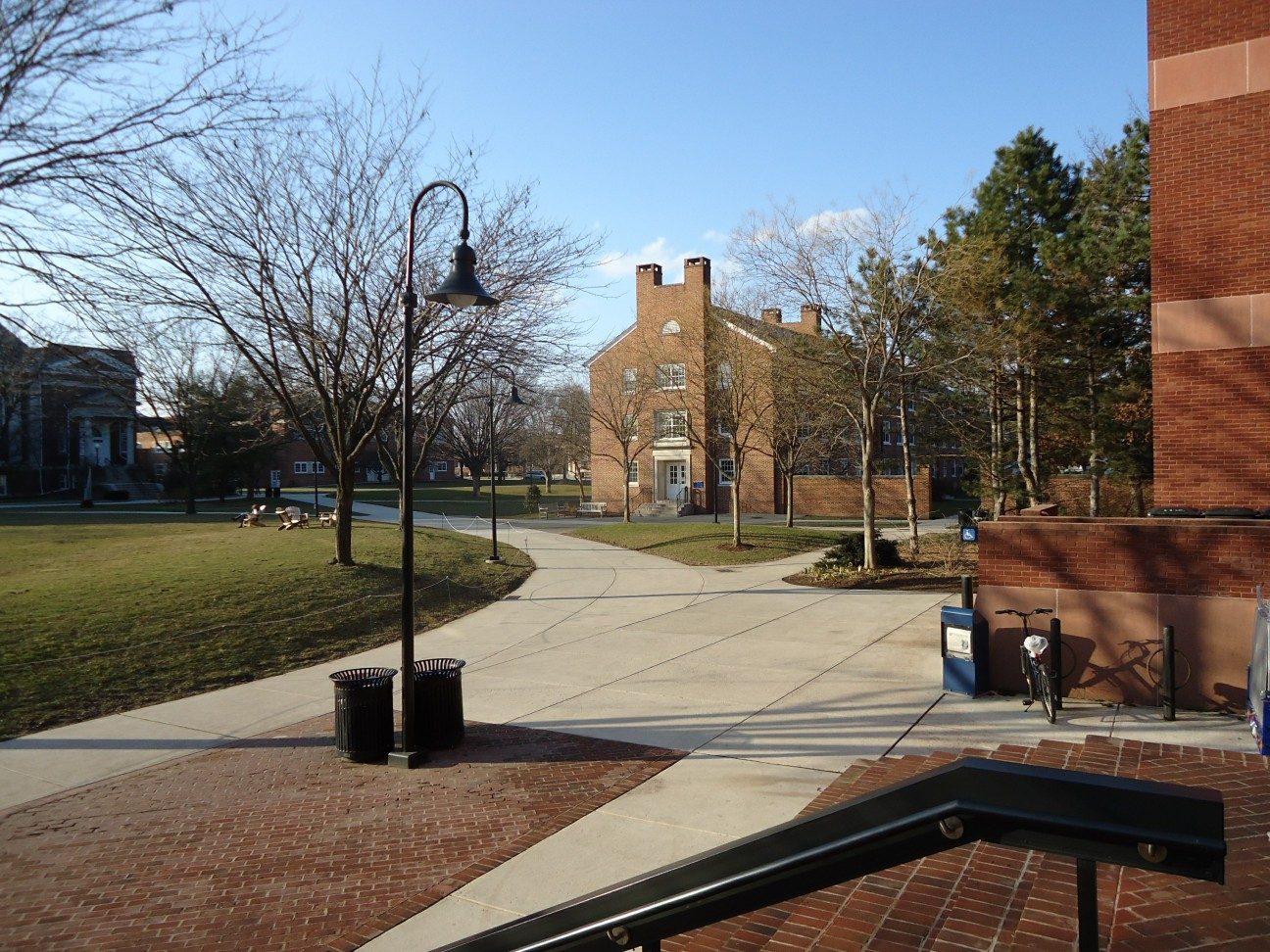
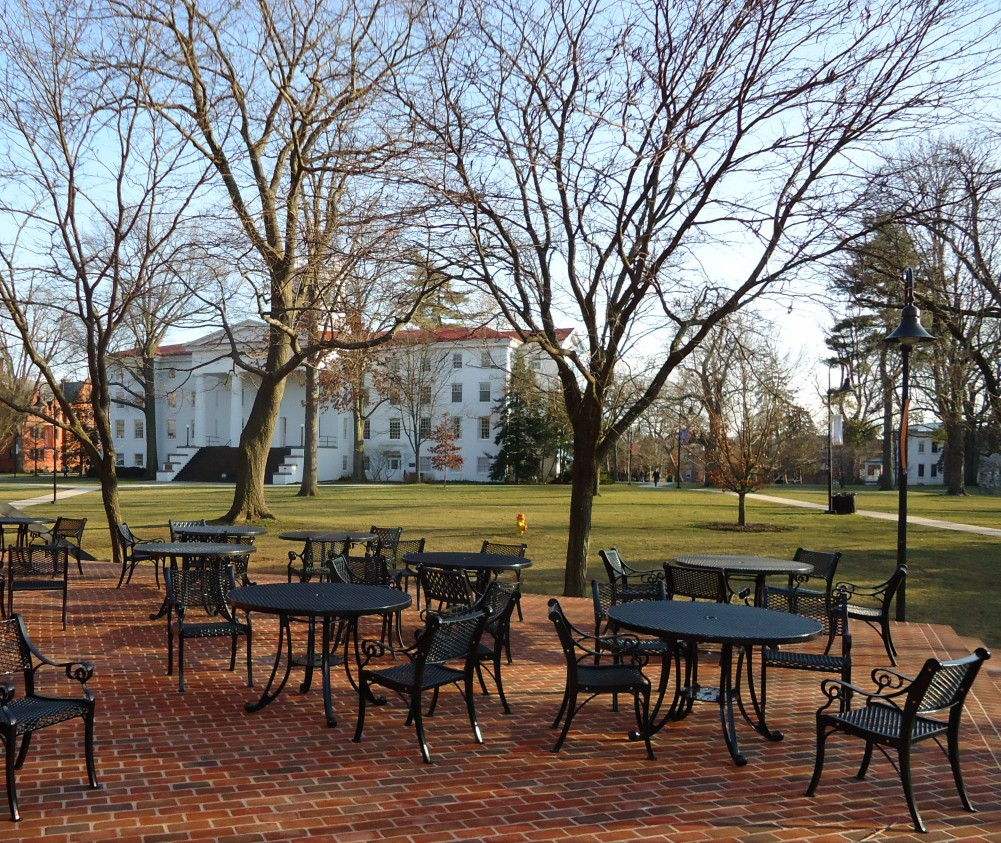
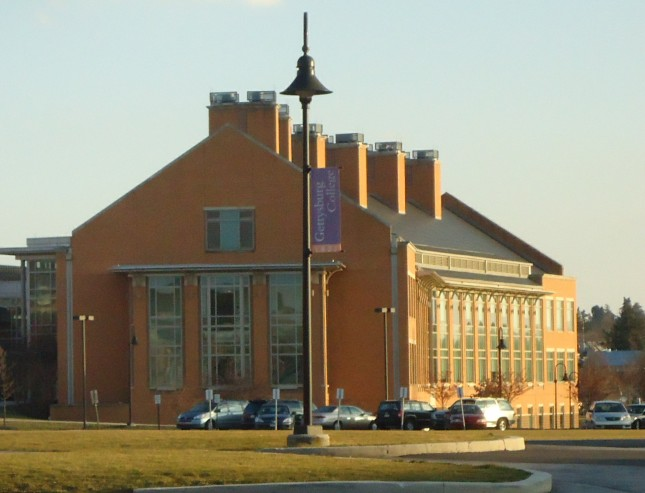
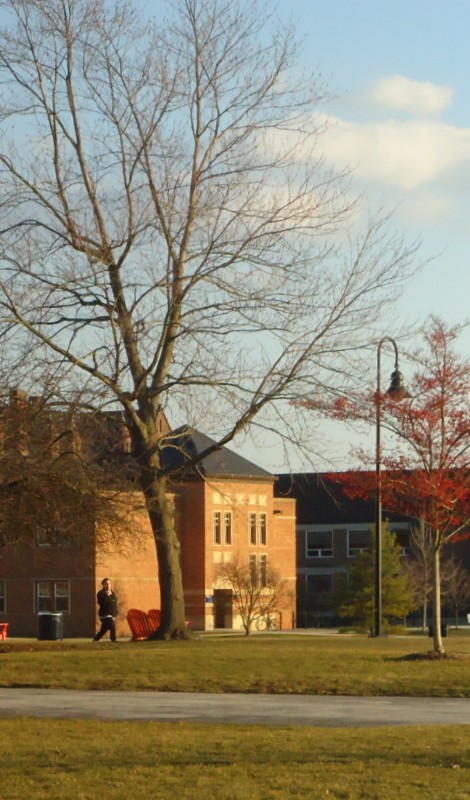
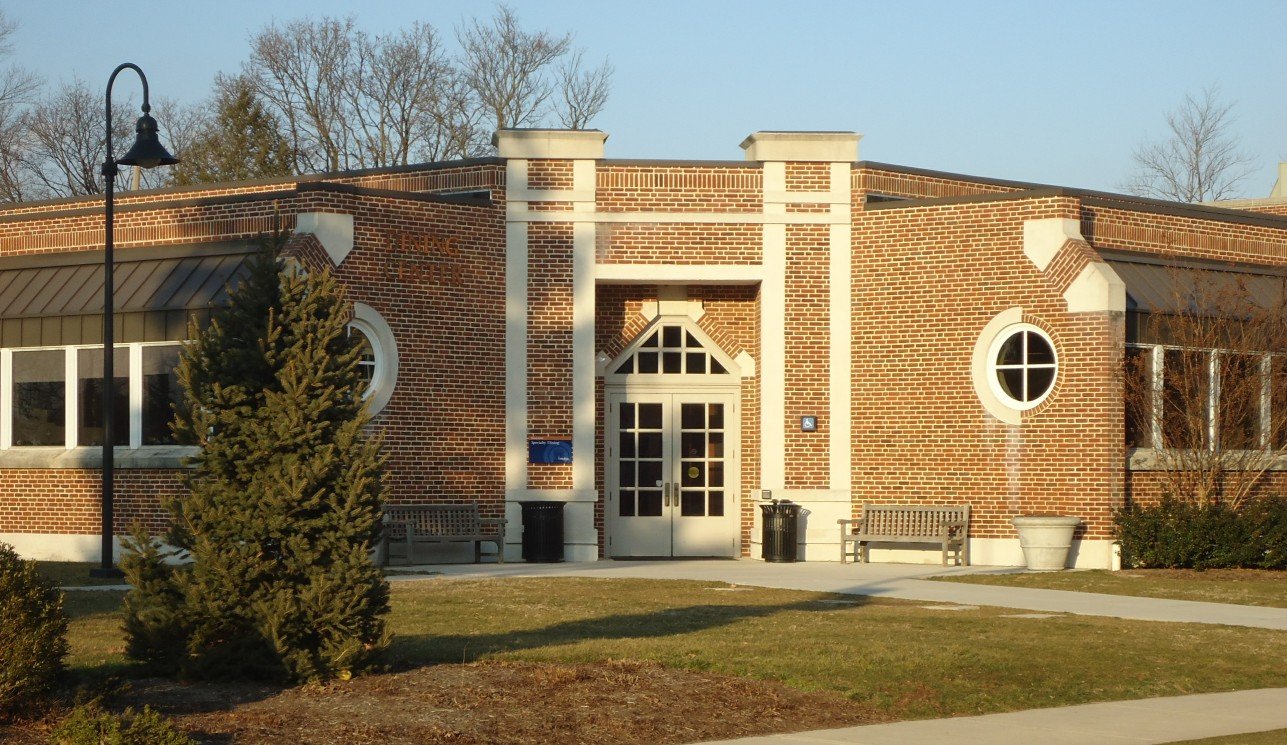
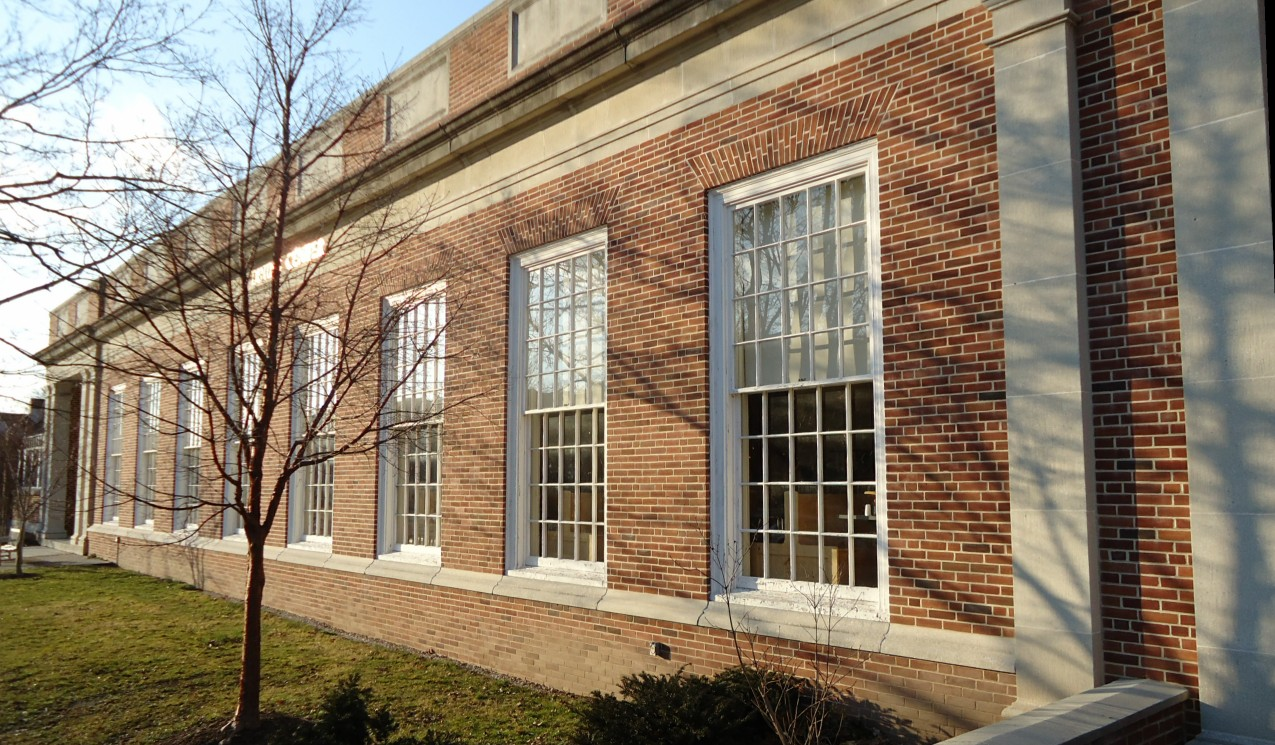